# Боб Марли: One Love
Боб Марли: One Love (енгл. Bob Marley: One Love) амерички је биографски филм из 2024. у режији Рејналда Маркуса Грина. Темељи се на животу реге певача и текстописца Боба Марлија, ког тумачи Кингсли Бен Адир, од његовог успона до славе средином 1970-их до смрти 1981. Споредне улоге припале су Лашани Линч која игра Риту Марли, као и Џејмсу Нортону у улози Криса Блеквела.
Премијера је приказана 23. јануара 2024. у Кингстону. Приказивање у биоскопима почело је 14. фебруара 2024. у Сједињеним Америчким Државама, односно 15. фебруара исте године у Србији. Добио је помешане рецензије критичара и зарадио преко 177 милиона долара широм света.

## Радња
Прати причу Боба Марлија о превазилажењу невоља и путовању које је стајало иза његове револуционарне музике.

## Улоге
| Глумац            | Улога          |
| ----------------- | -------------- |
| Кингсли Бен Адир  | Боб Марли      |
| Лашана Линч       | Рита Марли     |
| Џејмс Нортон      | Крис Блеквел   |
| Тосин Кол         | Тајрон Дауни   |
| Астон Барет Млађи | Астон „” Барет |
| Ентони Велш       | Дон Тејлор     |
| Севана            | Џуди Моуат     |
| Ектор Луис        | Карлтон Барет  |
| Мајкл Гандолфини  | Хауард Блум    |
| Надин Маршал      | Седеља Малком  |
| Уми Мајерс        | Синди Брикспир |
| Наоми Кауан       | Марша Грифитс  |